# Castillo de Castrovido
El castillo de Castrovido es una torre defensiva en la localidad de Castrovido, en la provincia de Burgos, España. Fue construida en el siglo IX y usada, al menos, hasta el siglo XIV. En la primera década del siglo XXI sus milenarias ruinas fueron restauradas para darles un uso lúdico-cultural y de divulgación de la historia de la comarca.

## Historia del Castillo

### Construcción
Con el avance de los colonos cristianos castellanos se fueron adelantando las fronteras hacia el Sur. A finales del siglo IX se formó una línea defensiva de castillos que protegiesen los nuevos territorios colonizados frente a las aceifas musulmanas, entre los que se construyó la torre de Castrovido. El topónimo de la localidad, Castrovido, aparece por primera vez en el Fuero de Salas (974), en el que el conde García Fernández concedía a Gonzalo Gustios fueros y heredades para poblar Salas y las villas circundantes. En este fuero Castrovido tiene el significado de "castro de Vito" o "de Víctor". Este Víctor era un compañero de Gonzalo Gustios, y seguramente construyó el castillo de Castrovido junto al río Arlanza y la calzada romana.
En 1002, el caudillo musulmán Almanzor con sus huestes atravesó el paso de Castrovido en una aceifa que destruyó, entre otros, San Millán de la Cogolla. Pero ya de vuelta de su campaña Almanzor sufrirá su primera derrota sería en Castrovido, cuya infantería no pudo con la resistencia de los que se protegían en el cerro del castillo. A partir del siglo XI, el castillo de Castrovido era una de las tenencias pertenecientes al señor de Lara.

### Tenencia de los Velasco
Durante los siglos XIV y XV, las continuas guerras civiles en Castilla entre el poder del rey frente a la nobleza, dieron una nueva utilidad a los viejos castillos y torres defensivas altomedievales. A partir del siglo XIV, el castillo pasó a pertenecer a la familia Velasco, que eran los señores de Salas. El 30 de enero de 1380, Pedro Fernández de Velasco y Castañeda, hijo de Mayor de Castañeda, fundó mayorazgo para su hijo Juan Fernández de Velasco y Sarmiento sobre la casa de Salas, figurando, entre otros, “Castrovido con su casa, con todo lo que a ella pertenece”. En este momento se reconstruye el castillo, tal vez añadiendo la fortificación del cerro cuyos restos han llegado a nuestros días. Una nueva fundación de mayorazgo tuvo lugar el 14 de abril de 1458 otorgada por Pedro Fernández de Velasco y Solier, primer conde de Haro e hijo de Juan Fernández de Velasco y Sarmiento, a favor de su hijo Pedro Fernández de Velasco, futuro condestable de Castilla:

... E asimismo le hago Mayorazgo de la mi Casa de Salas de la Hoz (Alfoz) de Lara, con todo lo que yo en ella labré, e con los derechos de ella pertenecien-tes, e las mis peñas, e fortaleza de Carazo, con todo lo que les pertenece en la mi Casa Fuerte de Castrovido...

## Estructura del castillo
Se trata de un torreón rectangular de 10,95 por 8,45 metros de planta, alcanzando la base de los muros casi los dos metros de grosor. La torre está construida sobre rocas en lo alto de un cerro. El cerro estuvo amurallado, tal vez a partir de las reconstrucciones del siglo XIV. La torre tenía sótano, más tres plantas y el tejado, protegido este por un adarve bordeado de almenas. A penas había ventanas, tal vez una por lienzo. Excepto en las esquinas y en el encuadre de los vanos, que son de sillarejo, el paramento de los muros es de mampostería, con relleno interior de argamasa de piedra, tierra y cal.
La puerta estaba a tres metros del suelo, en la fachada orientada al Este. Se accedía a ella por medio de una rampa de madera que en caso de ataque se retiraba al interior del castillo.